# Concepción de la Sierra
Concepción de la Sierra è una città dell'Argentina, capoluogo dell'omonimo dipartimento nella provincia di Misiones.